# François Bernard Descrots d'Estrée
François Bernard Descrots d'Estrée est un homme politique français né le 22 janvier 1733 à Saint-Didier-en-Donjon (Allier) et mort en 1797.

## Biographie
Militaire de carrière, il est maréchal de camp et grand-croix de Saint-Louis en 1789, il est député de l'Allier de 1791 à 1792. Il fait partie du comité militaire.